# Адідовце
Адідовце, або Адидівці, Адидовце, Адидовце (словац. Adidovce) — село в Словаччині, Гуменському окрузі Пряшівського краю.

## Географія
Розташоване в північно-східній частині Словаччини в південній частині Низьких Бескидів в долині річки Удави. Протікає потік Ільовниця.

## Історія
Давнє лемківське село. Уперше згадується у 1568 році.
У селі є храм святих Кирила і Мефодія з 1928-1931 років, реконструйований у 2008-2009 роках, який використовує місцева римо-католицька й греко-католицька громада.

## Населення
| Рік:            | 1994. | 2004.   | 2014.   | 2024.    |
| --------------- | ----- | ------- | ------- | -------- |
| Кількість осіб: | 229   | 221     | 211     | 234      |
| Різниця:        |       | -3,49 % | -4,52 % | +10,90 % |

| Рік:            | 2023. | 2024.   |
| --------------- | ----- | ------- |
| Кількість осіб: | 228   | 234     |
| Різниця:        |       | +2,63 % |

У селі проживає 211 осіб.
Національний склад населення (за даними останнього перепису населення — 2001 року):
- словаки — 93,99 %,
- цигани — 3,86 %,
- чехи — 0,86 %,
- русини — 0,43 %,
- українці — 0,43 %.

Склад населення за приналежністю до релігії станом на 2001 рік:
- римо-католики — 50,64 %,
- греко-католики — 31,76 %,
- православні — 0,43 %,
- не вважають себе вірянами або не належать до жодної вищезгаданої конфесії — 6,44 %.